# 阿蘇阿
阿蘇阿（西班牙語：Azua，西班牙語發音：[ˈaswa]）是中美洲國家多明尼加共和國的城市，也是阿蘇阿省的首府，位於該國南部，距離首都聖多明哥100公里，海拔高度83米，始建於1504年，面積232.95平方公里，海拔高度83米，2012年人口128,264。

## 外部連結
- Azua de Compostela (unofficial website)